# 比海夫山
比海夫山（英語：Beehive Hill）是南極洲的山峰，座標68°16′S 66°10′W，位於葛拉漢地，處於內尼港以東19公里，海拔高度2,030米（6,660英尺），在1940年由美國研究隊測量，現時由南極條約體系管理。
68°16′S 66°10′W / 68.267°S 66.167°W